# Temple d'Upsala

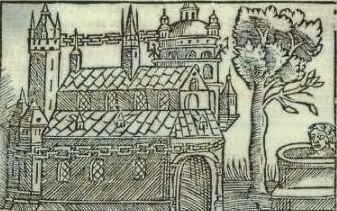
Imatge amb la cadena d'or en el temple, la font i l'arbre, per Olaus Magnus, Historia de Gentibus Septentrionalibus (1555)

El temple d'Upsala fou un lloc religiós de Gamla Uppsala ('Antiga Upsala'), prop de la moderna Upsala, Suècia, que fou creat per venerar els déus nòrdics des de temps prehistòrics. El temple està poc documentat, però s'hi parla en sagues nòrdiques i en la Gesta Danorum de Saxo Grammaticus.
També és descrit per Adam de Bremen:
«Els suecs tenen un temple molt famós, que es deia Upsala, i que no era massa lluny de la ciutat de Sigtuna. Aquest temple s'havia construït totalment amb or. <...> El temple està envoltat amb una cadena d'or que penja a la façana i enlluerna els visitants perquè el santuari pròpiament dit es troba a la vall i és envoltat, com un teatre, per muntanyes.»
«Thor és el més poderós dels déus i governa sobre el tro i el llampec, el vent i la pluja, la llum del sol i les collites. S'asseu al centre amb un ceptre (Mjolnir) a la mà, i al seu costat són Odin, el déu de la guerra, amb l'armadura completa i Freyr, el déu de la pau i l'amor, caracteritzat amb un gran fal·lus. Tots els déus pagans tenen els seus sacerdots que els ofereixen els sacrificis de la gent. Si hi ha malalties o fam, es fan sacrificis a Thor, si hi ha guerra a Odin i si hi ha matrimonis a Freyr. Cada nové any hi ha un blót de nou dies, una festa comuna per a tot el món a Suècia. Després sacrifiquen nou mascles de cada espècie, fins i tot homes, i els seus cossos són penjats de les branques d'una arbreda prop del temple. Ningú està eximit d'aquest blót i tots envien regals al santuari, fins i tot els reis. Aquells que són cristians han de pagar una multa per no participar en el blót.»
Adam de Bremen considerava que el càstig econòmic era molt sever.
És molt probable que el darrer blót ('sacrifici') dels nou dies es duguera a terme el 1078. El temple d'Upsala degué ser destruït pel rei Inge el Vell el 1087. Durant un temps hi havia una guerra civil cada nou anys entre cristians i pagans, i aquest fou l'any de l'última batalla.
Les majors controvèrsies pel que fa al temple es focalitzen específicament al lloc de l'antiga Upsala, on es trobava, i si n'hi havia un edifici o no. Algunes persones creuen que el temple es confongué amb el saló dels reis suecs situat a desenes de metres de l'església actual. Les esglésies solien construir-se i consagrar-se sobre antics temples pagans i altres indrets d'activitats rituals. Dins del temple hi havia tres figures de fusta que representaven els déus Odin (déu de la guerra), Thor (déu del tro i el clima) i Freyr (déu de la pau i la fertilitat).
Durant una excavació a l'església actual, les restes d'un o possiblement diversos edificis de fusta es trobaren sota els fonaments. Snorri Sturluson escrigué que el temple havia estat construït pel déu Freyr, que suposadament va viure a Upsala. Snorri i Saxo Grammaticus afirmaven que fou Freyr qui començà la tradició dels sacrificis humans al temple. Les sagues nòrdiques, Saxo Grammaticus i Adam de Bremen descriuen els sacrificis a Upsala com a festivals populars que atreien públic de tota Suècia. Moltes d'aquestes fonts parlen de sacrificis humans per als déus nòrdics:
«Cada nou anys tot el poble suec celebrava una festa; no hi havia cap excepció: reis i camperols portaven ofrenes a Upsala i el més atroç càstig s'aplicava als que havien acceptat el cristianisme: n'eren exclosos radicalment de les cerimònies, en què de cada espècie de criatures vives del sexe masculí s'ofereixen nou caps i cada matrimoni havia d'oferir una víctima humana, amb la sang de la qual era costum aplacar la ira dels déus. Els cossos de les víctimes dessagnades es penjaven al bosquet del costat del temple. Aquest bosquet era sagrat per als pagans, i tot arbre on es penjava o es descomponia el cos d'una de les víctimes era, a partir d'aquell moment, un arbre sant. Al costat dels cossos humans es penjaven també els cossos de cavalls i gossos i, segons em va explicar un cristià, de vegades s'havien vist més de 72 cossos penjats. D'altra banda, les cançons que es cantaven durant aquestes escandaloses cerimònies eren tan impúdiques que el millor és silenciar-les... Aquest ritu se celebrava cap a la meitat de la primavera.»
D'acord amb Snorri, hi havia un blót principal al temple d'Upsala al febrer, el dísablót (blót de les Dís), durant el qual s'oferien sacrificis per la pau i les victòries del rei. El blót també es feia per les bones properes collites. Després es realitzava el Thing de tots els suecs i hi havia una gran fira, el Disting; aquest sobrevisqué al cristianisme, i la tradició mai s'ha interromput. La fira encara es realitza cada dimarts de febrer a Upsala, encara que a voltes la data canvia dins del mes. Al 1968, es reprengué la tradició de raonar-hi afers oficials.
L'any 2000, es feu un blót a l'antiga Upsala. Fou el primer esdeveniment d'aquest tipus en aquest lloc en 900 anys. Va ser realitzat per membres de la religió Ásatrú.